# الهجوم على جانب الطريق على صحفيي مجلة سبين (1994)
الهجوم على جانب الطريق على صحفيي مجلة سبين (1994) كان في عيد العمال خلال حرب البوسنة والهرسك حيث قُتل صحفيان وهما بريان برينتون وفرانسيس ويليام توماسيك في انفجار لغم أرضي وأصيب الصحفي والروائي ويليام ت. فولمان بالقرب من موستار في البوسنة والهرسك.

## الوصف
كان ويليام تي فولمان وبريان برينتون وفرانسيس ويليام توماسيك صحفيون من الولايات المتحدة في سيارة جيب يسيرون في شمال موستار في البوسنة والهرسك عندما خرجوا من الطريق الرئيسي في الأراضي التي يسيطر عليها الجيش البوسني. أثناء القيادة على هذا الطريق صدمت السيارة لغم أرضي حوالي الساعة 4:00 مساء في 1 مايو 1994. أدى اللغم إلى إصابة فولمان وإدخاله إلى المستشفى وقتل برينتون وتوماسيك.

## بريان برينتون
نشأ بريان ويليام برينتون المعروف أيضا باسم ويليام رايان (16 يونيو 1949-1 مايو 1994) في كراون هيل بولاية واشنطن. كان برينتون الأصغر بين ثلاثة أشقاء من منطقة ويست سياتل. استخدم اسم ويليام رايان في بعض الأحيان لأنه كان اسمه الأوسط واسم والدته قبل الزواج. تم تجنيد برينتون في الجيش من 18 يونيو 1968 إلى 20 مارس 1971 وقام بجولة في حرب فيتنام كطبيب. بعد الانفصال عن صديقته عندما كان يبلغ من العمر 44 عام بدأ برينتون دراسة التصوير الصحفي والعلاج الأسري في كلية شورلاين المجتمعية على أمل أن يتابع يوما ما التصوير الفوتوغرافي والصحافة بدوام كامل بدل من تنسيق الحدائق (يمتلك برينتون شركة تنسيق حدائق في شمال غرب المحيط الهادئ) لمعظم حياته البالغة.
سافر برينتون إلى البوسنة والهرسك للحصول على أوراق اعتماد صحفية. هناك علم بأخبار ماغنوليا في 25 أبريل 1994 من كرواتيا وعرض صوره مقابل أوراق اعتماده الصحفية. أراد التقاط صور في البوسنة والهرسك التي مزقتها الحرب.

## فرانسيس وليام توماسيك
فرانسيس ويليام توماسيك (26 أبريل 1958 - 1 مايو 1994) مصور فوتوغرافي مستقل يبلغ من العمر 36 عام من بلومنغتون ولاية إنديانا والتحق بالمدرسة الثانوية هناك. كان توماسيك صديق ولويليام ت. فولمان حيث التقيا أثناء التحاقهما بالمدرسة الثانوية نفسها. بعد المدرسة الثانوية حصل توماسيك على شهادته في اللغة الصربية الكرواتية من جامعة كورنيل. درس فولمان الأدب المقارن في جامعة كورنيل. كلاهما انتهى في رحلة إلى البوسنة. كان والد توماسيك أستاذا في جامعة إنديانا. كان من أصل كرواتي. كان توماسيك يعمل مصور فوتوغرافي مستقل ومترجم لمجلة سبين. يقول أصدقاؤه إنه كان صحفي طموح وهذا ما جذبه إلى البوسنة والهرسك. صرح أحد أصدقاء فرانسيس: «أعتقد أن فران اعتقد أنه قد يكون هناك طريقة ما لمساعدة الناس على فهم ما كان يحدث في يوغوسلافيا إذا كان بإمكان بعض الصحفيين التحدث إلى الأشخاص الموجودين على رأس القيادة».

## السياق
كانت موستار موقع الصراع بين كروات البوسنة والهرسك والمسلمين. كان اللغم الأرضي الذي صدمت فيه السيارة بالقرب من سد في سالاكوفاك شمال موستار في البوسنة والهرسك. صرح متحدث عسكري للأمم المتحدة أن الاضطرابات في المنطقة كانت أسوأ معارك بين صرب البوسنة والهرسك وقوات الأمم المتحدة في البوسنة منذ عامين عندما بدأ القتال لأول مرة في جمهورية مقدونيا اليوغوسلافية. حوالي 3 ملايين لغم تم زرعها خلال هذه الحرب.

## ردود الفعل
في تكريم لفرانسيس توماسيك في 26 مايو 1994 في مجلس النواب الأمريكي أُلقى خطاب لتكريمه وأشار الخطاب إلى أن مناطق القتال لا يمكن التنبؤ بها وأن المناطق في جمهورية يوغوسلافيا الجديدة هي أكثر المناطق التي لا يمكن توقعها. صرح أحد معارف توماسيك أنه كان يتمتع «بحلاوة لا تنضب وأنه لم يكن شخص يفهم حقدا».